# Moș Ene

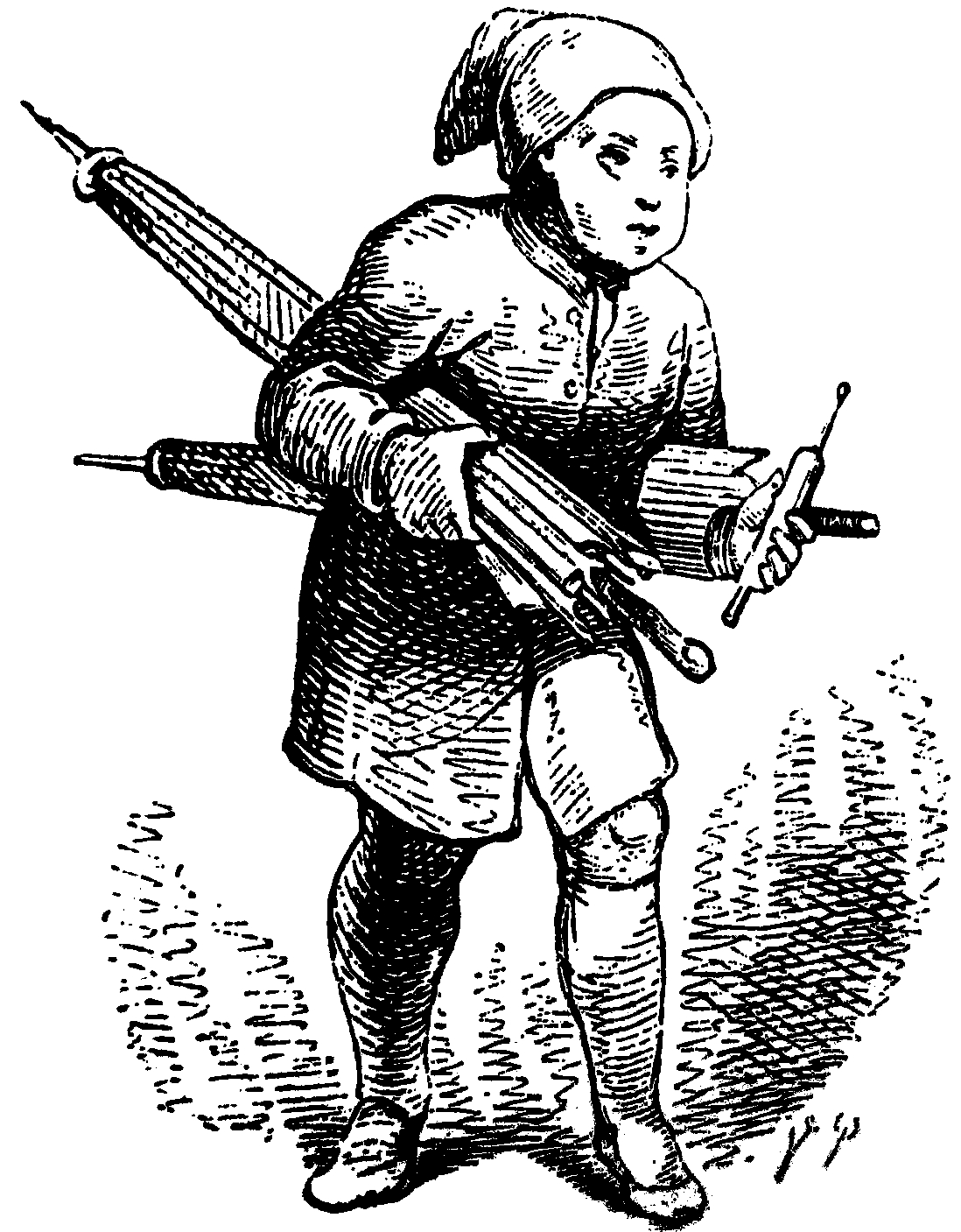
Vilhelm Pedersen a desenat această reprezentare a lui Moş Ene pentru basmul „Ole Lukøje” (Moș Ene) de Hans Christian Andersen

În folclorul european, Moș Ene este un personaj mitologic care aduce vise bune prin presărarea cu nisip magic pe ochii copiilor în timp ce aceștia dorm noaptea.
Tradițional el este un personaj din poveștile multor copii. Se spune că presară nisip sau praf pe ochii copilului pe timp de noapte pentru a-l face să adoarmă și să viseze. Pietrișul sau „somnul” din ochii cuiva la trezire ar trebui să fie rezultatul muncii lui Moș Ene din seara precedentă. Se spune ca acesta este părintele somnului.
În folclorul românesc, Moș Ene este văzut ca un personaj din povești care aduce somnul pe genele copiilor, existând și o formulă magică scurtă de încântare în acest sens: „Moș Ene, Moș Ene, vino pe la gene!”